# Schronisko PTTK „Orlica” (Pieniny)
Schronisko PTTK „Orlica” (czasem określane również jako Pod Orlicą) – górskie schronisko turystyczne Polskiego Towarzystwa Turystyczno-Krajoznawczego położone w Pieninach, w granicach administracyjnych Szczawnicy. Znajduje się na wysokości 520 m n.p.m., na skarpie nad brzegiem Dunajca i wyspą Cypel, powyżej Drogi Pienińskiej.

## Historia
Budynek został wzniesiony w 1932 jako prywatny pensjonat z bardzo atrakcyjnym widokiem na góry oraz rzekę. Ma trzy kondygnacje i charakterystyczną wieżę w bryle, od strony północnej. W lipcu 1934, w trakcie największej powodzi w latach międzywojennych, do „Orlicy” ewakuowali się gospodarze oraz goście budynku stacji noclegowej Polskiego Towarzystwa Tatrzańskiego „Biały Domek”, który w wyniku powodzi został zniesiony i zniszczony.
W 1952 obiekt został wydzierżawiony od Eugenii Klewarkowej przez Krakowski Oddział Zarządu Urządzeń Turystycznych PTTK, który dokonał w nim niewielkich przeróbek i uruchomił schronisko. 8 kwietnia 1956 podczas Walnego Zgromadzenia Oddziału Pienińskiego PTTK schronisku nadano imię Józefa Madei, jednego z pierwszych przewodników pienińskich. 
W latach 60. XX wieku obiekt dysponował 52 miejscami noclegowymi w 11 pokojach oraz – w sezonie letnim – 68 miejscami noclegowymi w małych domkach kempingowych. W 1970 dokonano przymusowego wykupu budynku na rzecz PTTK. Następnie przystąpiono do remontu obiektu – wykonano nowe pokrycie dachowe, mur oporowy oraz postawiono kilkuosobowe domki kempingowe na zboczu, poniżej schroniska. Przez długi okres problemem było odprowadzenie ścieków ze schroniska do kanalizacji w Szczawnicy.
Kolejne remonty miały miejsce w latach 1982-1986 – w jego trakcie do budynku, od strony południowej, dobudowano salę jadalną – oraz w roku 2001.
W II rankingu schronisk górskich PTTK, ogłoszonym w sierpniu 2011 przez Magazyn Turystyki Górskiej „n.p.m.”, schronisko zostało uznane m.in. z racji warunków noclegowych i sanitarnych, za jedno z pięciu najgorszych schronisk w Polsce. W kolejnych rankingach tego pisma „Orlica” zajęła 60 (2013) i 48 miejsce (2015). Stan obiektu znacznie się polepszył w wyniku przeprowadzenia w 2016 gruntownego remontu. W V rankingu schronisk górskich Orlica zajęła 2 miejsce. 
W odrębnym budynku przy schronisku działa od 1986 Ośrodek Kultury Turystyki Górskiej PTTK w Pieninach.

## Gospodarze schroniska
- Karol Krupczyński (1951)
- Maria Wierzbińska (1951)
- Czesław Winarski (1951-1970)
- Barbara Chrobak (1970-1982)
- Janina Suska (1981-1982, domki)
- Maciej Marcinkowski (1982-1983, domki)
- Wacław Malik (1984, domki)
- H. Marcinkowska (1984-1985, domki)
- Mirosława i Aleksander Śmietanowie (1985-2011)
- Maciej Śmietana (od 2011)

## Wyposażenie schroniska
- 44 miejsca noclegowe w pokojach z łazienkami oraz kilka miejsc w pokojach bez łazienek
- jadalnia z bufetem,
- przechowalnia bagażu i sprzętu sportowego,
- domki kempingowe (zdewastowane, nie nadające się do noclegów),
- taras widokowy
- miejsce dla zabaw dzieci

## Szlaki turystyczne
Schronisko stanowi dobry punkt wypadowy zarówno w Małe Pieniny jak i Pieniny Właściwe. W pobliżu obiektu można przekroczyć granicę ze Słowacją na Drodze Pienińskiej:
 – czerwony ze Szczawnicy (0:10 h w obie strony) Drogą Pienińską do Czerwonego Klasztoru (↑ 2:40 h, ↓ 2:35 h, po 0:10 h odbicie niebieskim szlakiem w kierunku schroniska Chata Pieniny),
 – niebieski z Trzech Koron przez Sokolicę (↓ 3:15 h, ↑ 3:10 h) na Szafranówkę (↑ 0:30 h, ↓ 0:45 h).

## Galeria

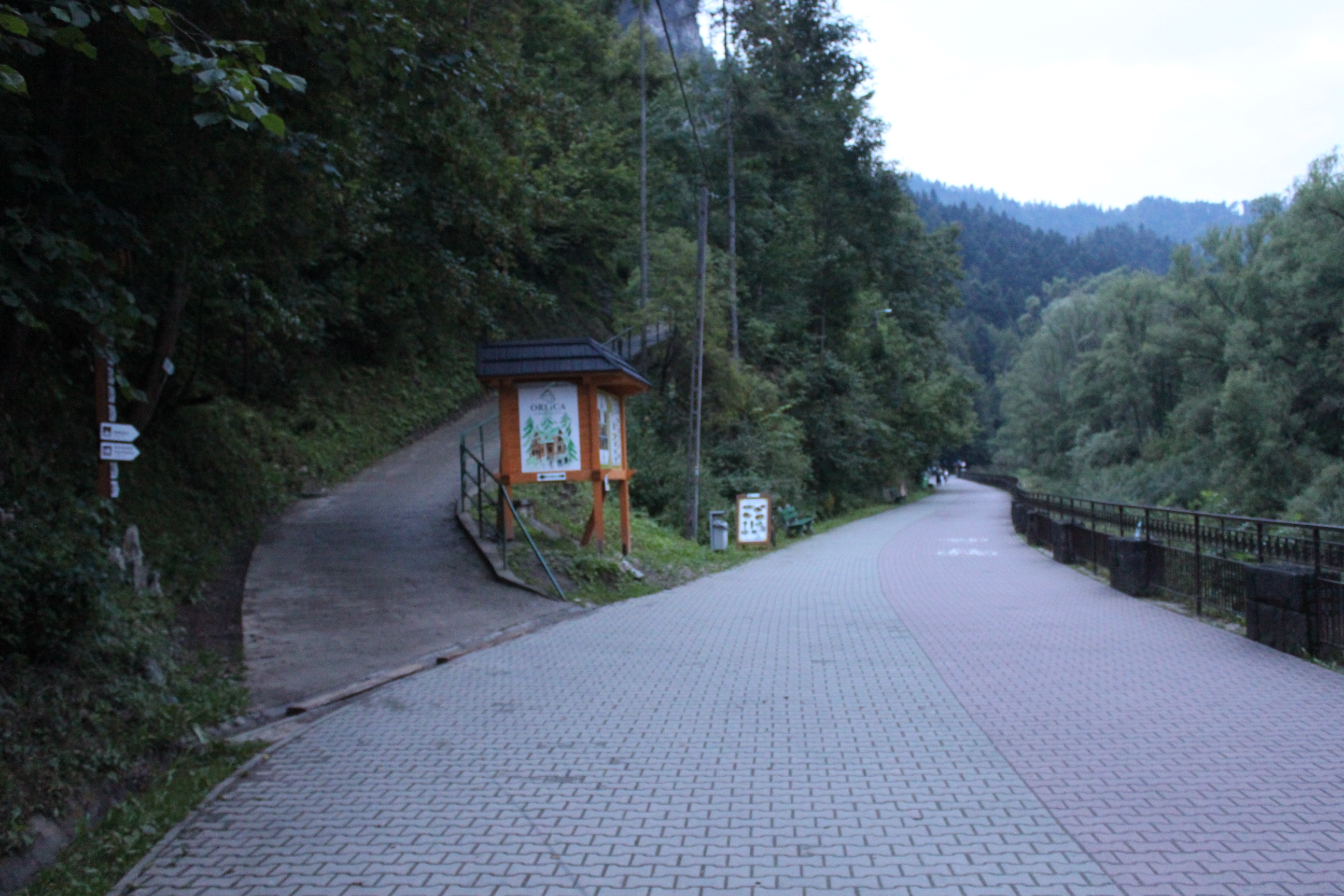
Dojście do schroniska z Drogi Pienińskiej
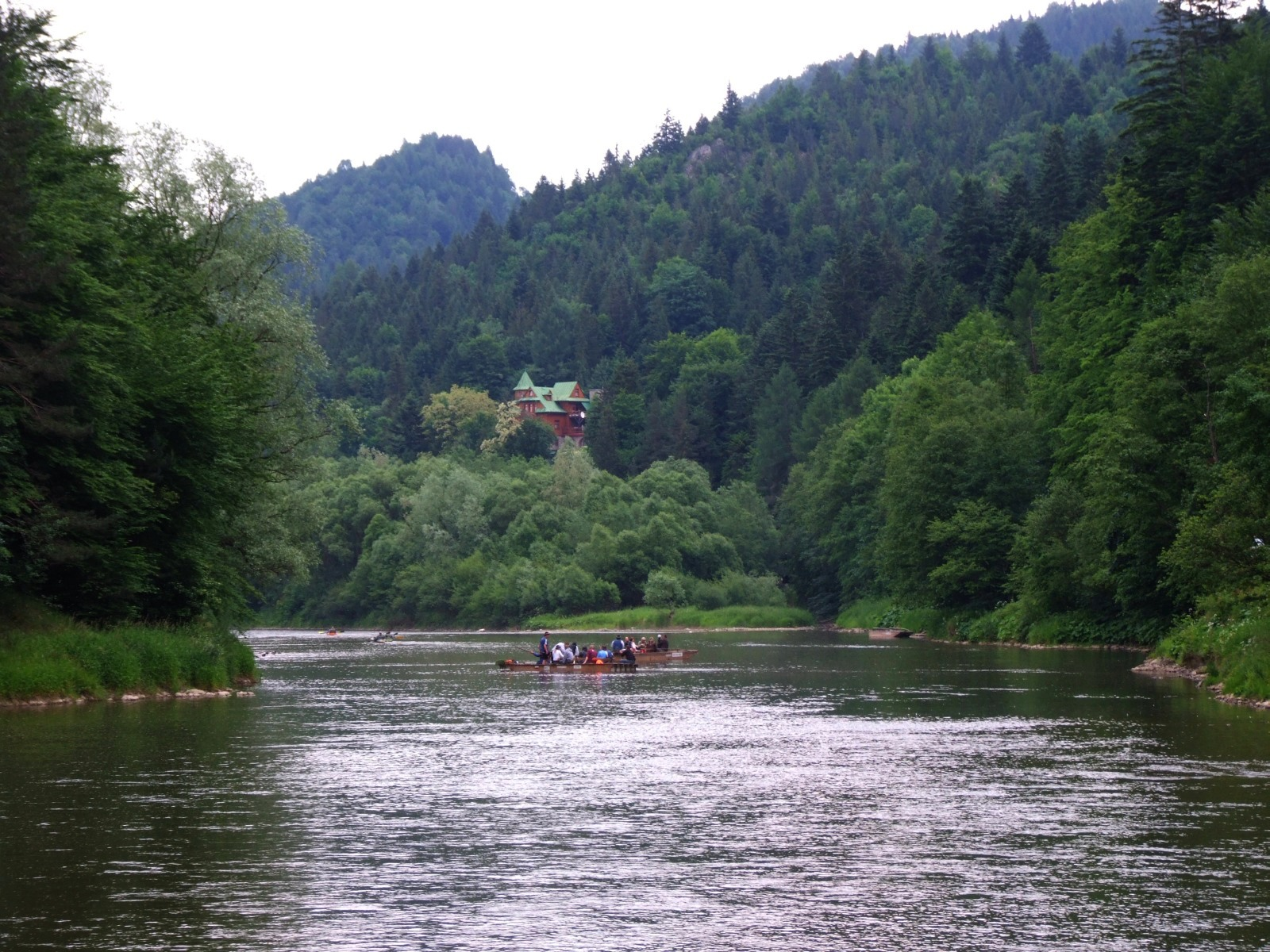
Widok na schronisko z Dunajca
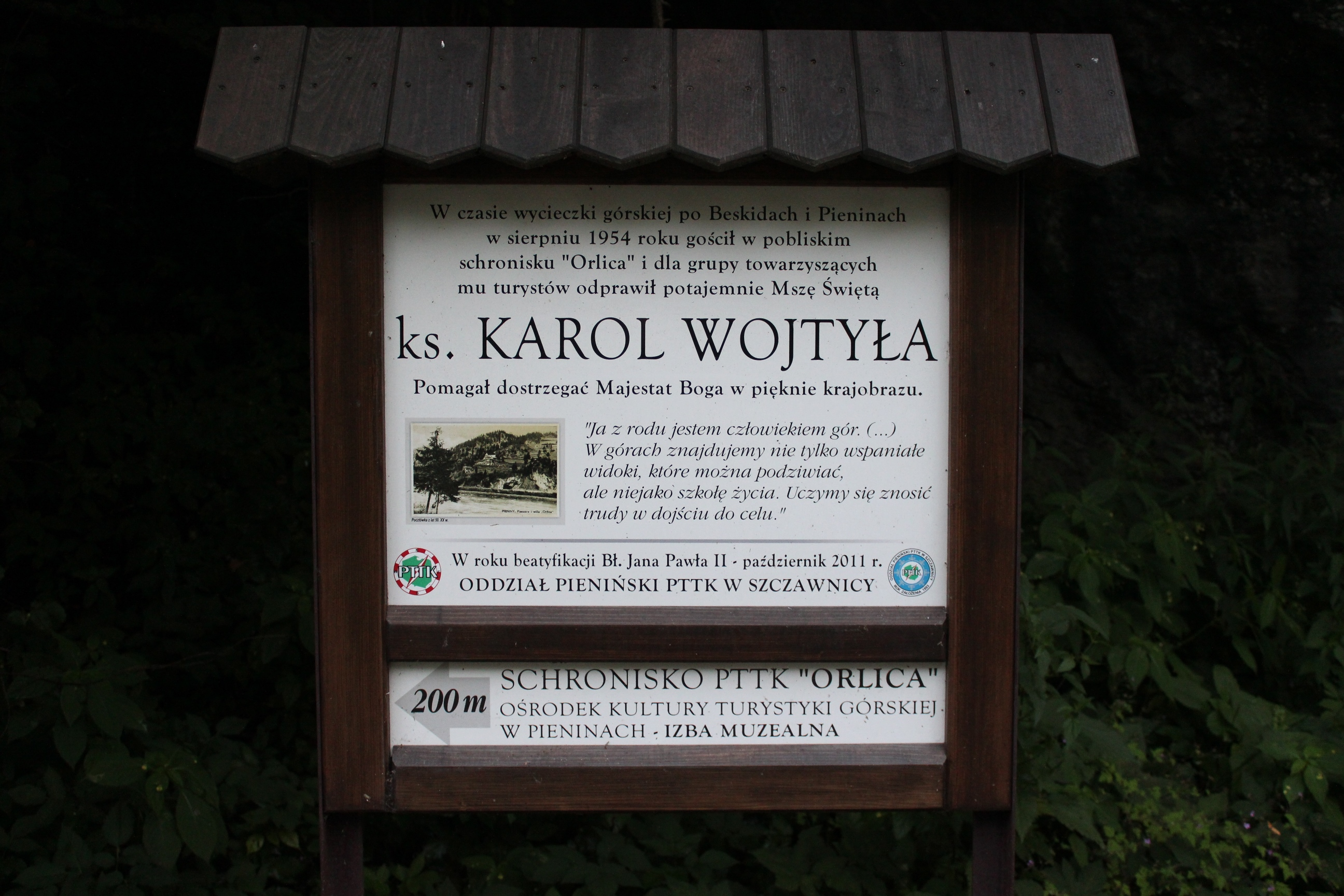
Tablica upamiętniająca pobyt w schronisku Karola Wojtyły
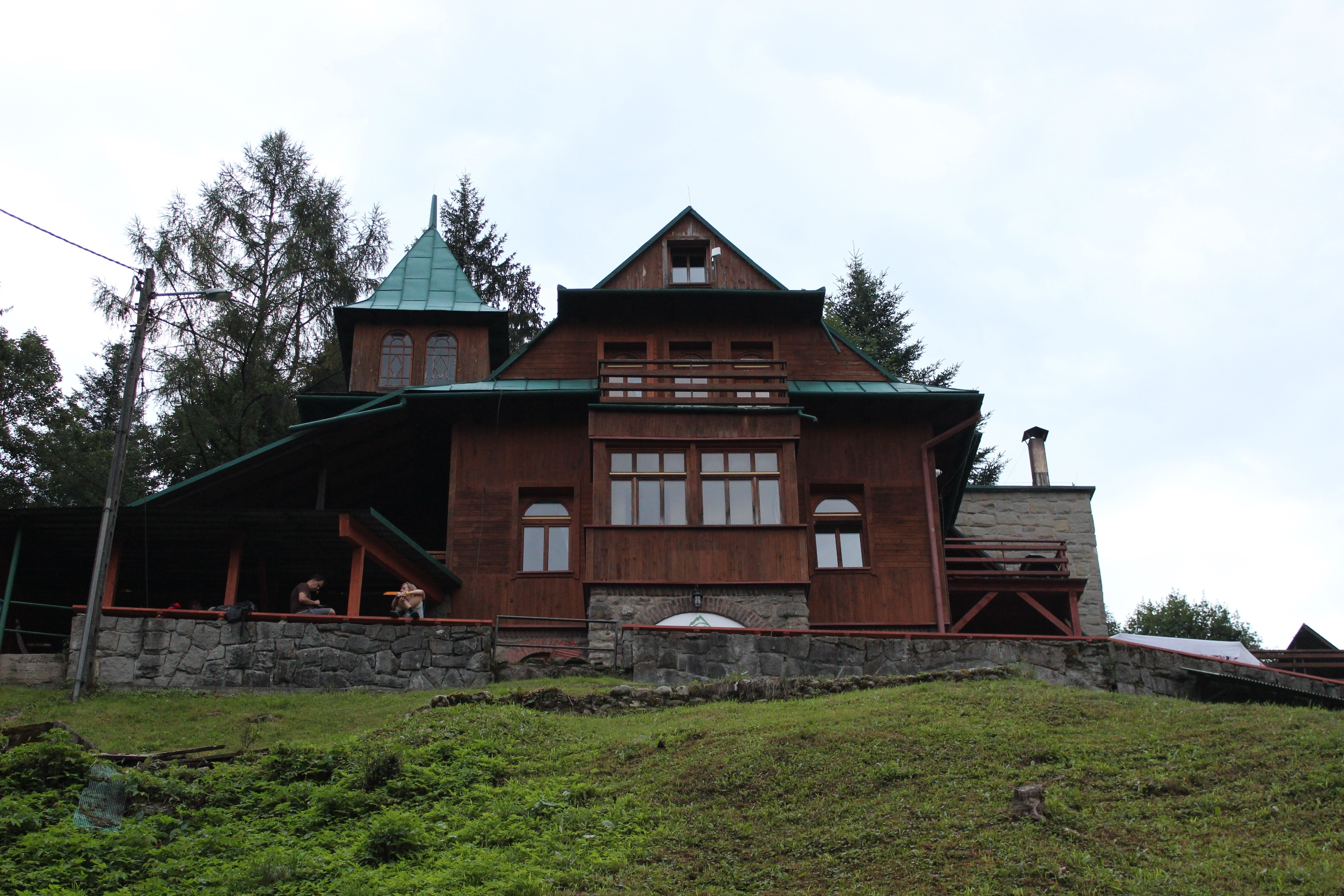
Elewacja zachodnia budynku schroniska
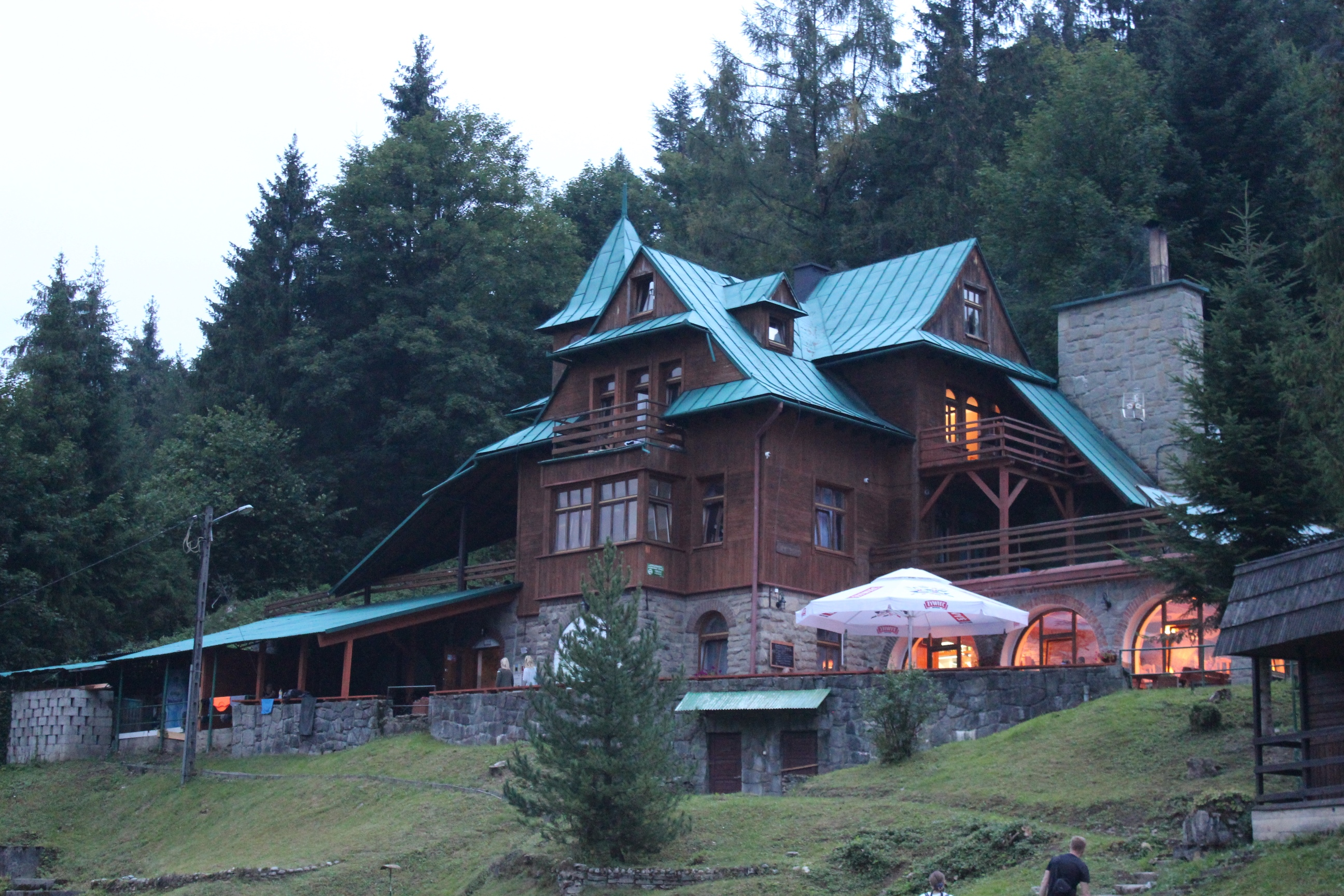
Schronisko z widocznym murem oporowym przy budynku
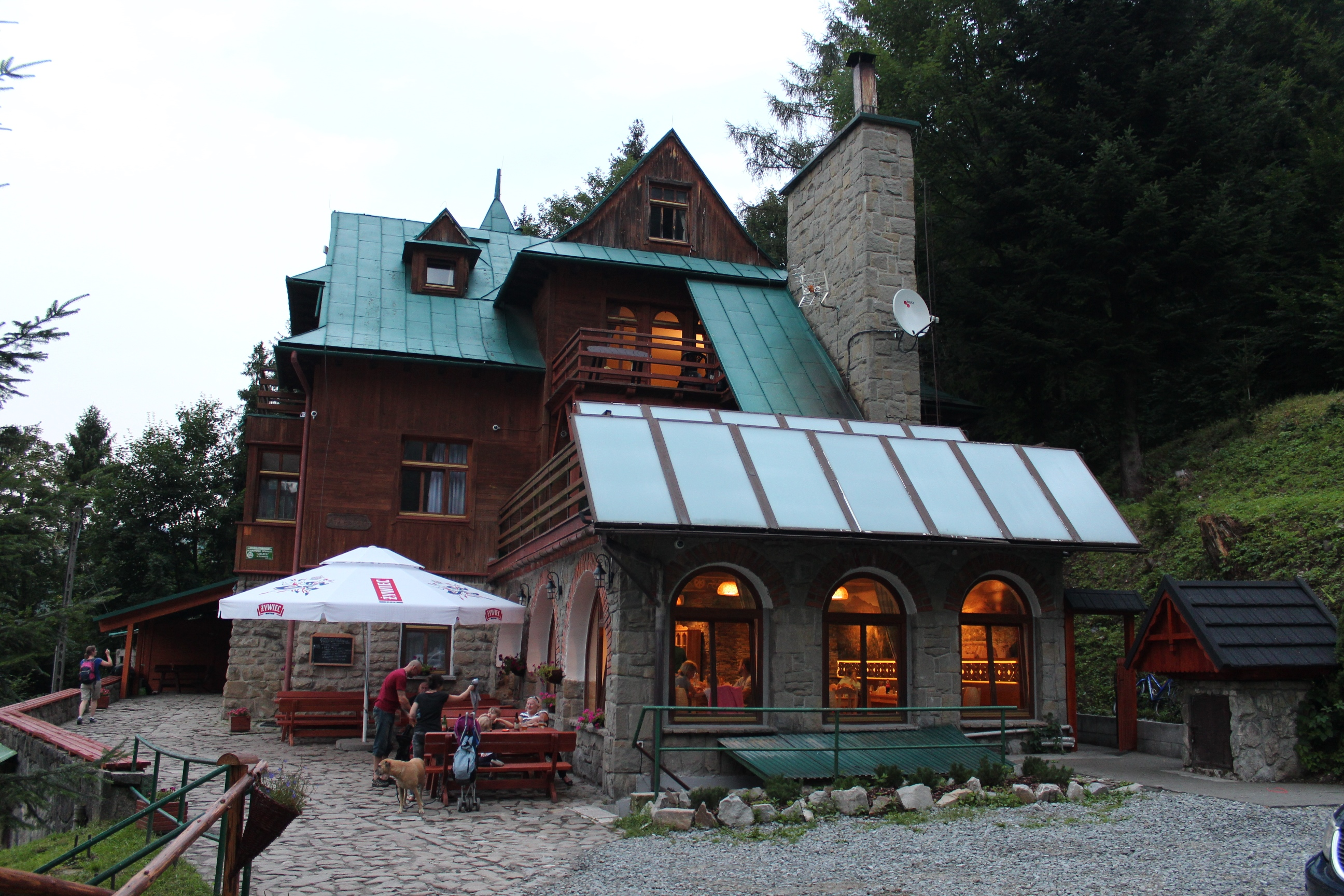
Elewacja południowa budynku schroniska
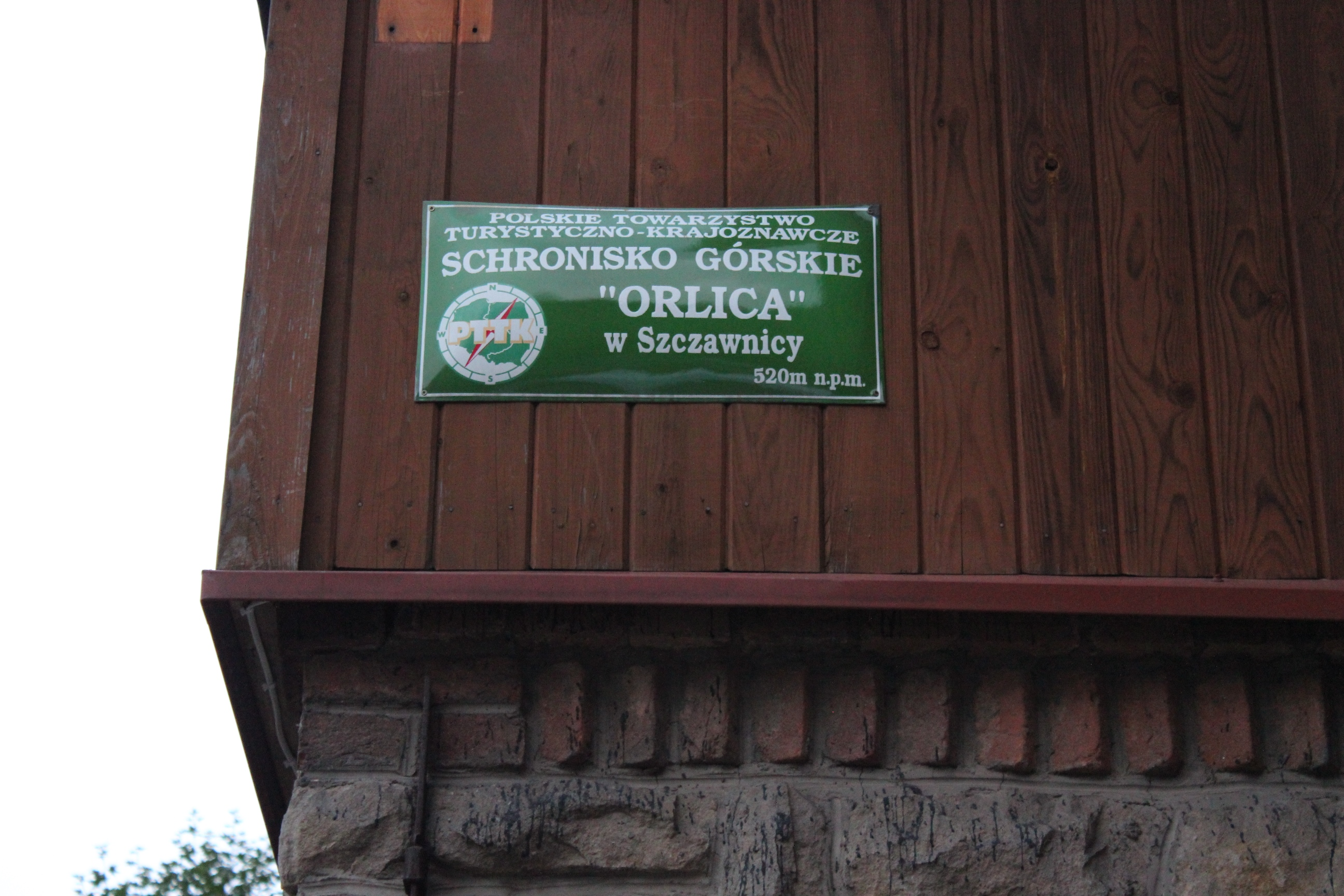
Tablica schroniska
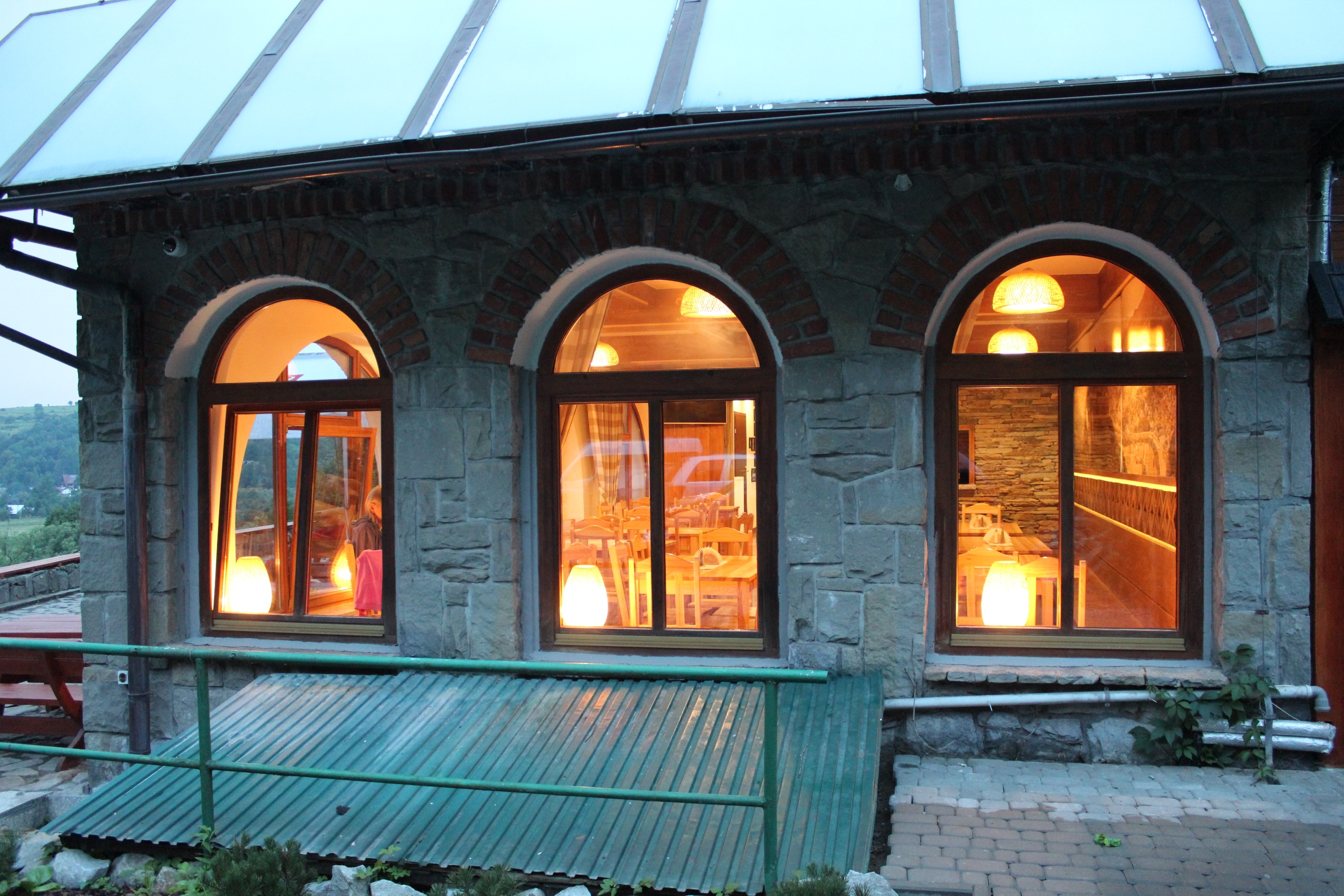
Okna jadalni schroniska
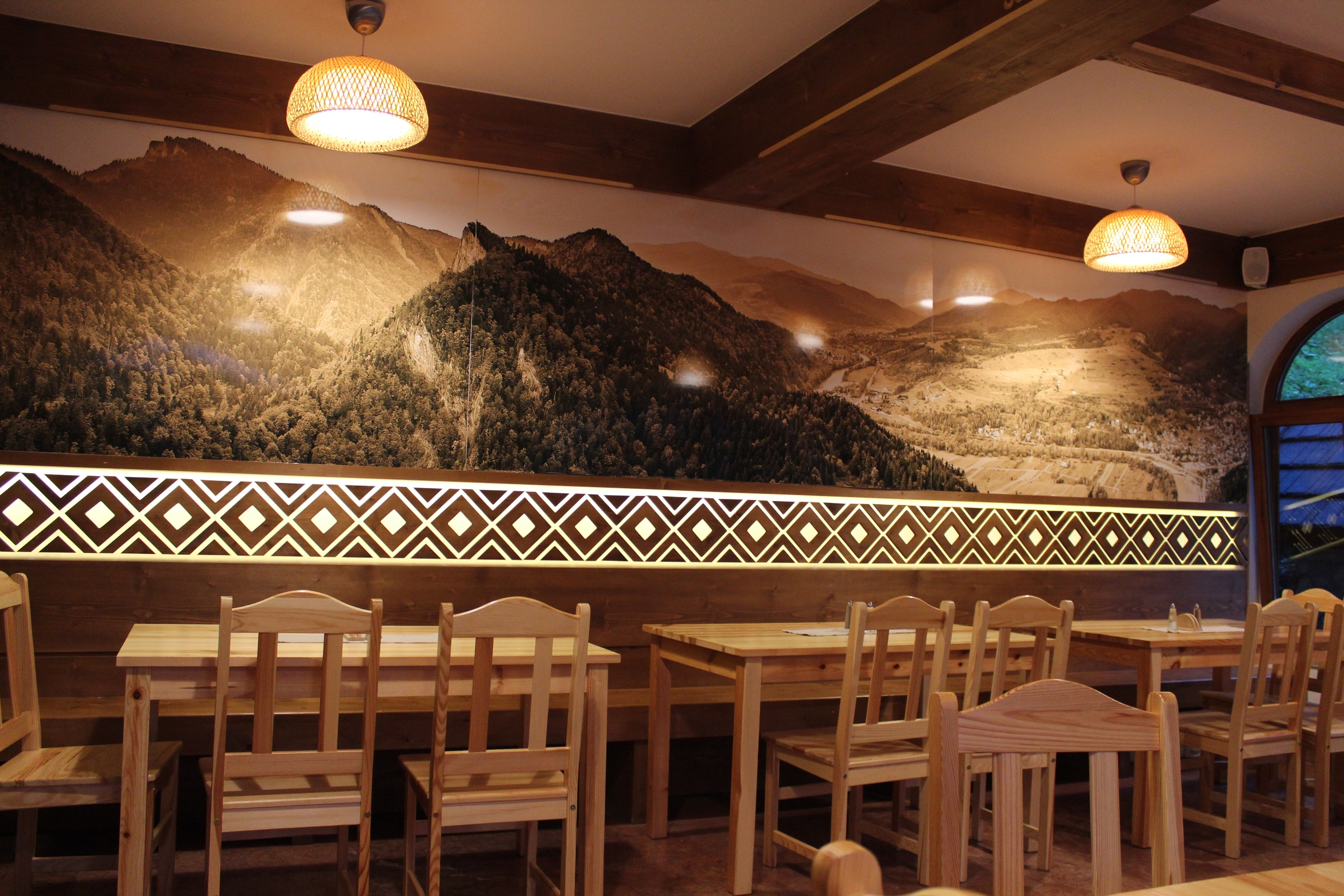
Jadalnia schroniska (po remoncie w 2016)
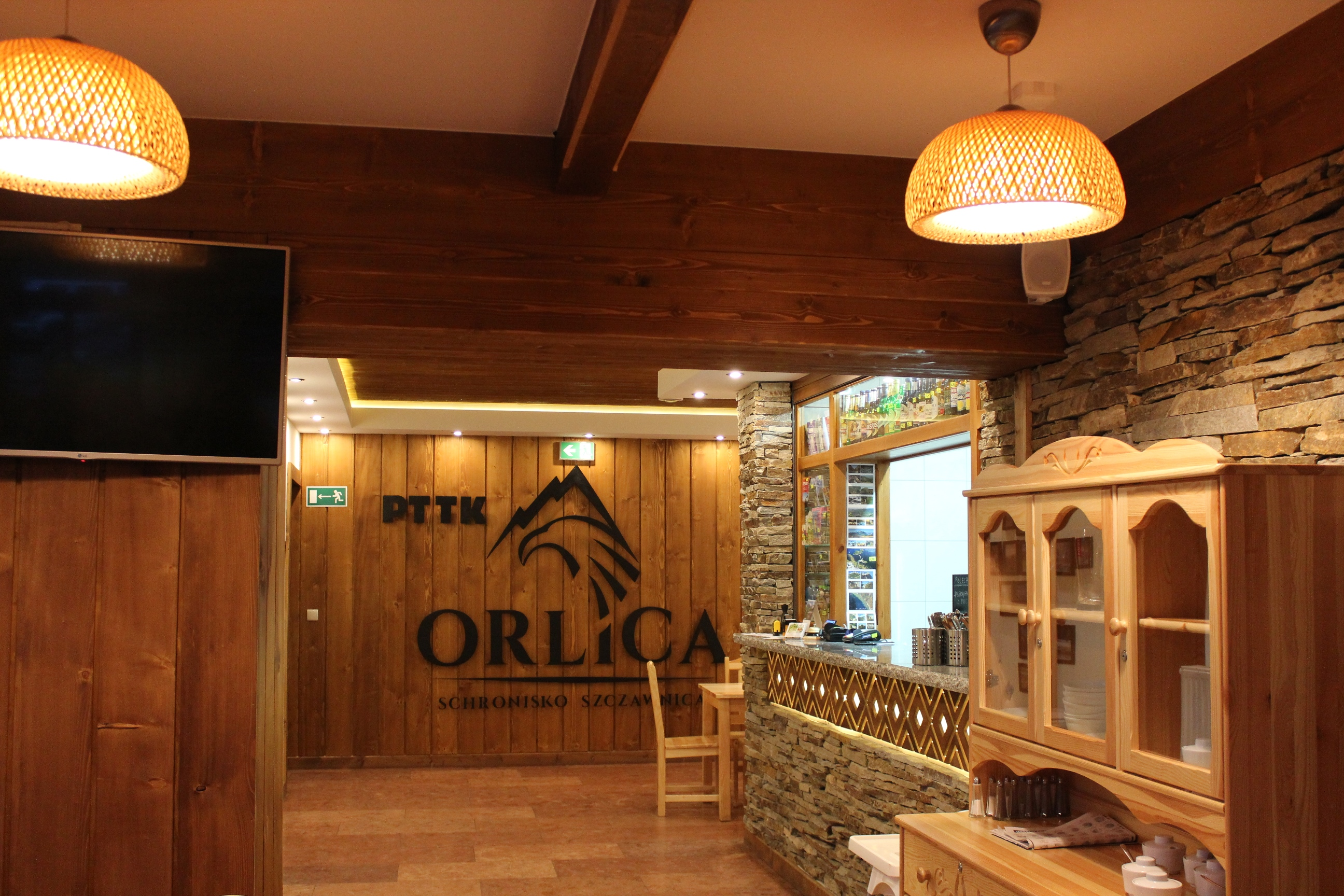
Bufet schroniska (po remoncie w 2016)
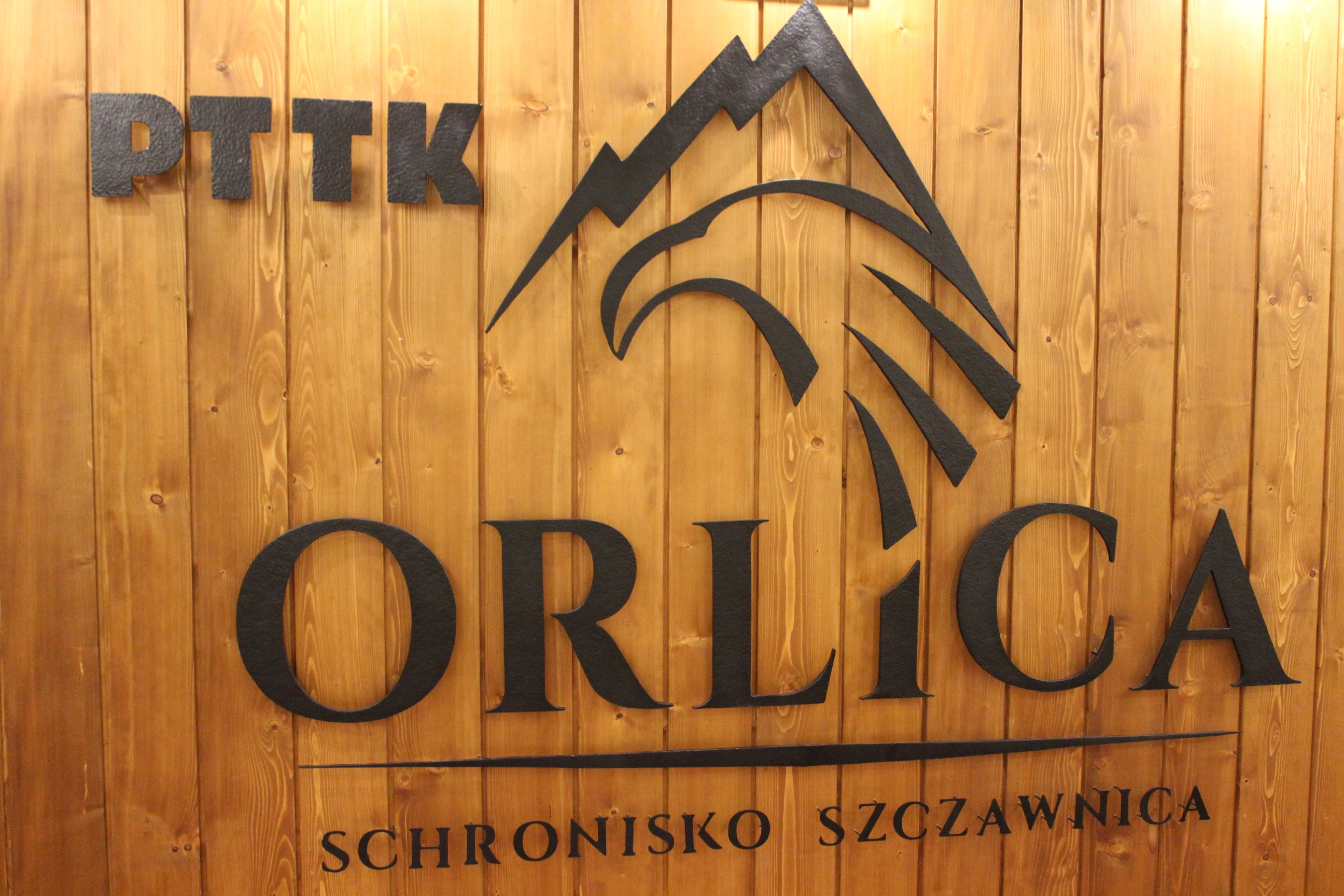
Logo schroniska wyeksponowane w holu (po remoncie w 2016)
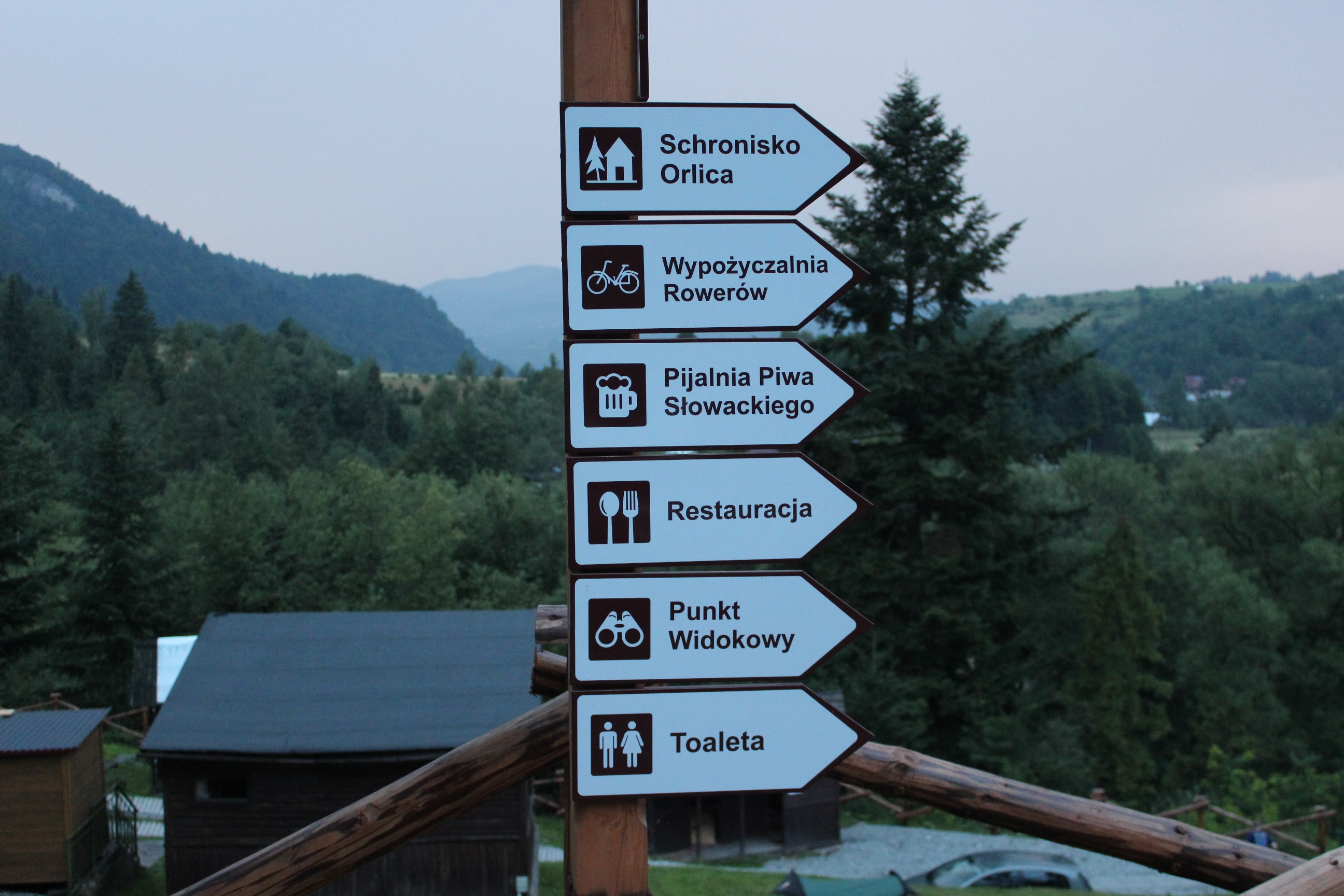
Drogowskaz przy schronisku
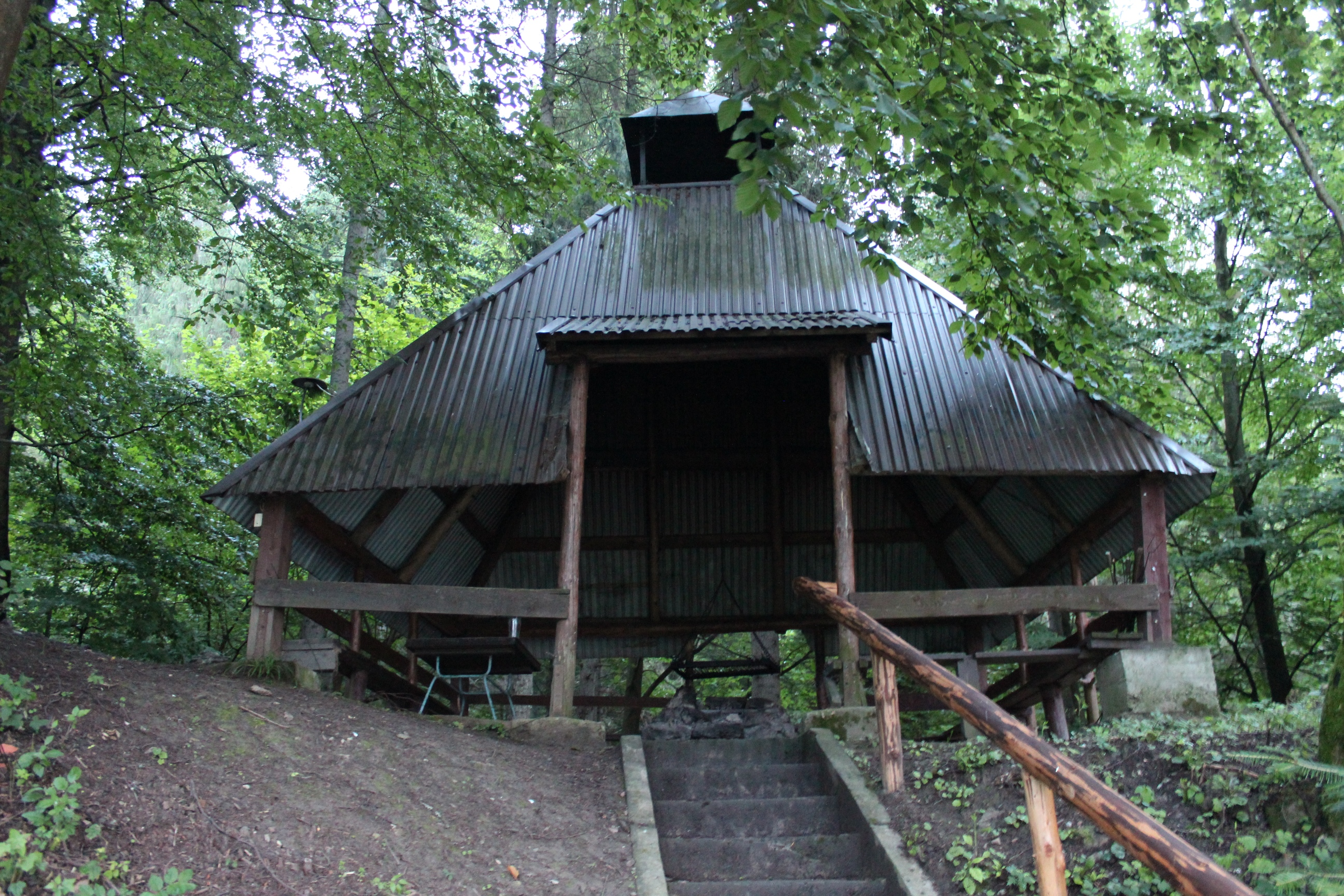
Wiata biesiadna przy schronisku
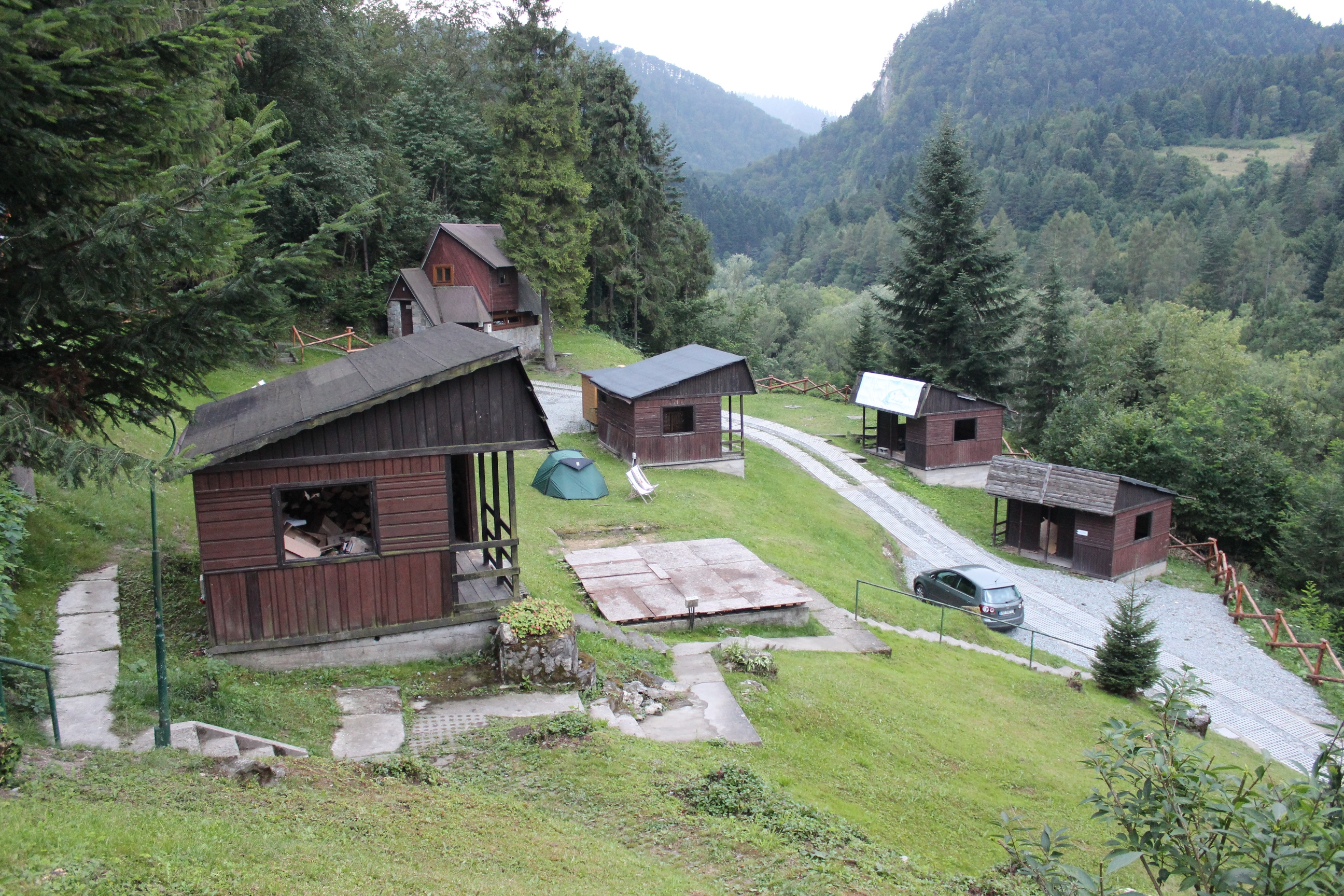
Zdewastowane domki kempingowe poniżej budynku schroniska
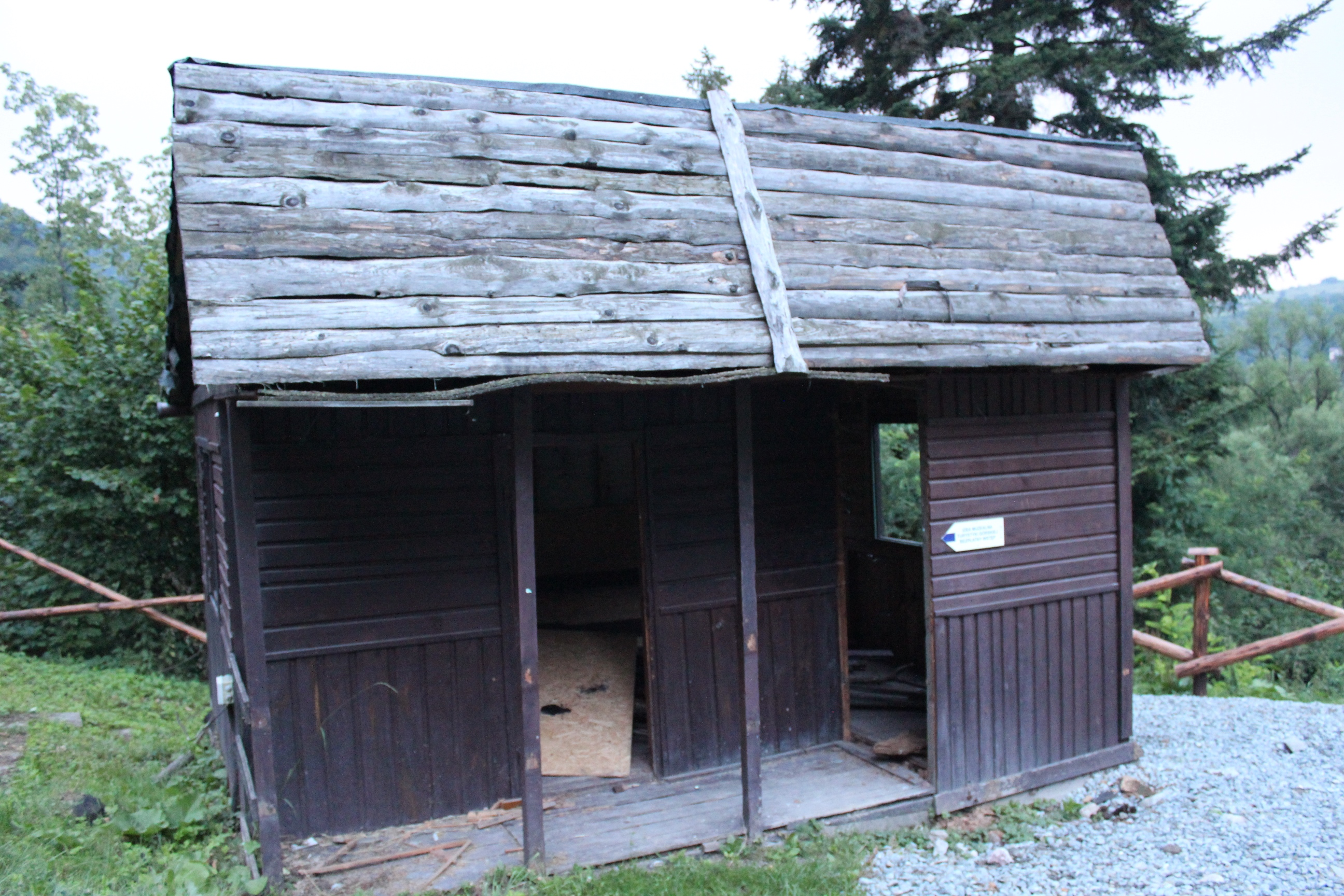
Zdewastowany domek kempingowy przy schronisku
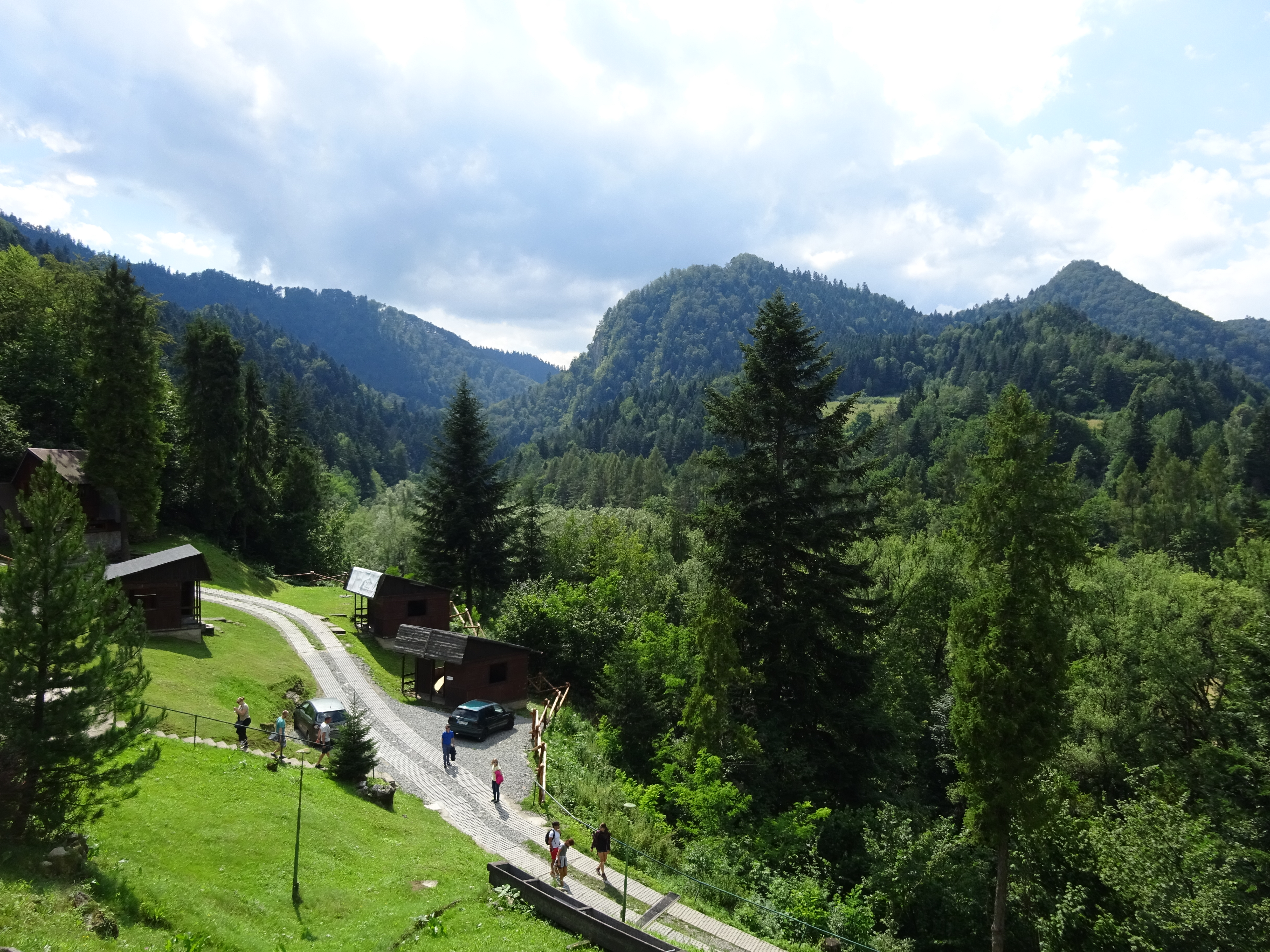
Widok ze schroniska na Pieniny Właściwe